# Brachythecium pseudopopuleum
Brachythecium pseudopopuleum là một loài Rêu trong họ Brachytheciaceae. Loài này được (Schimp. ex Müll. Hal.) Schimp. mô tả khoa học đầu tiên năm 1878.